# Ksar Sghir
Pour les articles homonymes, voir Seghir.
Ksar Sghir (arabe : القصر الصغير, berbère : Leqṣer Ameẓẓyan) est un village et une commune rurale du Maroc, se trouvant sur le littoral méditerranéen du pays Jbala, entre Tanger et Ceuta, sur la rive droite et à l’embouchure d’une rivière qui porte le même nom, proche du port de Tanger Med et siège d'une base navale militaire.

## Histoire
La zone de Ksar Seghir a été occupée dès le Ier siècle av. J.-C. et pendant la période romaine, ce dont témoignent les vestiges d'une usine de salaison. Les informations sur le site pendant le Haut Moyen Âge sont très sobres. En 708-709, une forteresse portant le nom de Ksar Mesmouda aurait existé à l’emplacement actuel de cette citadelle. Sous les Idrissides, il fait partie de la principauté d’al Kacem Ibn Idriss II.
En 971, les Omeyyades d’Espagne tentent de s’en emparer lors d'une expédition ordonnée par le calife Al Hakam Al Moustansir. Al Bakri, géographe du XIe siècle le cite sous le nom de Madinat Al Yam (la ville de la mer) ou Al Kasr AL Awwal (le premier château).
L'origine du site remonte au XIe siècle, utilisé comme forteresse militaire pour les Almoravides (Ksar Mesmouda) et servant à l’embarquement des troupes musulmanes à destination de l’Espagne. Les Almohades en font également, leur port qu’ils renomment Kasr Al Majaz. Les Mérinides, sous le règne du sultan Abou Youssef Yaakoub, le nomment Ksar al Majar et s’en servent comme base de départ pour leurs troupes, dans leurs traversées vers l’Andalousie. En 1287 le sultan Abou Yaakoub Youssef fait fortifier Ksar Sghir d’une enceinte circulaire couronnée de bastions et percée de portes monumentales.
À partir de la deuxième moitié du XVe siècle, la localité subit un nouveau sort : les Portugais y débarquent en 1458 et s’emparent de la place fortifiée. Après son évacuation par les portugais, le site sert au début du XVIIe siècle, de port pour le débarquement des Morisques expulsés d’Espagne.

## Urbanisme
Le village de Ksar Sghir présente un plan de forme circulaire plus ou moins régulier, ce qui marque une exception dans l’urbanisme médiéval du Maroc.
Il s’étend sur une superficie de 50 000 m2 avec un diamètre d’environ 200m. L'enceinte mérinide, épaisse de 2 m et haute de 5 m, est flanquée au nord d’un réduit défensif et à l’est d’une porte défensive. Cet ouvrage défensif est protégé par 29 tours circulaires et percée de trois portes monumentales (Bab al Bahr, Bab Sebta, Bab Fès).
Après l’occupation lusitanienne en 1458, il a subi des rajouts et des transformations qui ont modifié sa physionomie. À ces modifications s'ajoutent de nouvelles réalisations telles que la construction d’une nouvelle église connue sous le nom de Saint-Sébastien et le creusement d’un fossé de 4 m de profondeur et de 6m de large au pied des tronçons nord-est et sud des remparts.

## Activité portuaire
Le port de Tanger Med, inauguré en 2007 et situé à une dizaine de kilomètres au nord-est, est destiné à devenir le plus grand port d'Afrique.
Construite à partir de 2008 pour un coût de 1,7 milliard de Dirham marocain et opérationnelle à partir de 2015 à Ksar Seghir, la première base de la Marine royale marocaine située sur le littoral méditerranéen servira de base d’attache à des bâtiments chargés de la protection du nord du Maroc et constituera la pierre angulaire de la couverture maritime du détroit de Gibraltar et de la Méditerranée, grâce à sa situation stratégique à cheval sur les façades méditerranéenne et atlantique.

## Les monuments mérinides de Ksar Sghir
Les ruines de Ksar Sghir comprennent plusieurs constructions datant de l'époque des Mérinides, tels qu'une enceinte circulaire qualifiée d'exceptionnelle, ainsi qu'une mosquée à cinq nefs,
un hammam, un espace faisant office de marché et des maisons à patio.